# Bruno II van Brunswijk
Bruno II (1024-1057) was een Saksische en Friese graaf uit het geslacht der Brunonen. Hij was de oudste zoon van Liudolf van Brunswijk.

## Geschiedenis
In 1038 volgde hij zijn vader op, zowel als markgraaf van Brunswijk alsook als graaf van Midden-Friesland.
Hij maakte zich in 1047 meester van het gebied tussen Lauwers en Eems (Hunsingo en Fivelingo), waarvan het formele gezag was toegewezen aan aartsbisschop Adalbert van Bremen. Bruno beschikte over meer macht dan de aartsbisschop, want het lukte de bisschop niet om hem te verdrijven.
Bruno sneuvelde in 1057 bij een treffen met Willem van Brandenburg en werd opgevolgd door zijn broer Egbert.

## Muntslag
Graaf Bruno heeft zich intensief met de Friese gouwen bemoeid, met name aan de handel besteedde hij aandacht. Om de handel te stimuleren was geld nodig, en daarom werd onder Bruno geld in omloop gebracht. In onder meer de steden Bolsward, Dokkum, Leeuwarden en Stavoren werden munten geslagen.